# Кяймйок
Кяймйок — река в России, протекает по Мурманской области. Устье реки находится по правому берегу оз. без названия, Пенка. Длина реки составляет 14 км. Впадает в плёс Пальяпахквун на реке Пенка.

## Данные водного реестра
По данным государственного водного реестра России относится к Баренцево-Беломорскому бассейновому округу, водохозяйственный участок реки — реки бассейна Баренцева моря от восточной границы бассейна реки Воронья до западной границы бассейна реки Иоканга (мыс Святой Нос). Речной бассейн реки — бассейны рек Кольского полуострова, впадает в Баренцево море.
Код объекта в государственном водном реестре — 02010000912101000004771.